# After Death
After Death es una película de zombis italiana de 1989. Lanzada en los Estados Unidos bajo el título de Zombie 4: After Death y en el Reino Unido como Zombie Flesh Eaters 3, la película no tiene relación con las otras oficiales y no oficiales películas de Zombi. Fue dirigida por el escritor / director  Claudio Fragasso bajo el seudónimo de Clyde Anderson. La película también es destacable por la participación de Jeff Stryker (acreditado como "Chuck Peyton") en uno de sus pocos papeles no pornográficos.

## Argumento
Un grupo de investigadores en un remoto puesto de avanzada ubicado en la selva de una isla descubren a nativos practicando vudú y magia negra. Después de matar al sacerdote local (James Sampson), una maldición vudú comienza a resucitar a los muertos para alimentarse de los vivos en retribución. Los investigadores de la isla son asesinados por los zombis, a excepción de Jenny (Candice Daly), la hija de una pareja de científicos. Ella se escapa, protegida por un collar encantado que le dio su madre poco antes de morir.

## Reparto
| Actor           | Personaje             | Notas                                                     |
| --------------- | --------------------- | --------------------------------------------------------- |
| Jeff Stryker    | Chuck                 | Acreditado como Chuck Peyton                              |
| Candice Daly    | Jenny                 | Acreditada como Cristina Caporilli en escritos italianos  |
| Pat Starke      | Jenny                 | Voz. No acreditada                                        |
| Massimo Vanni   | David, amigo de Chuck | Acreditado como Alex McBride                              |
| Jim Gaines      | Dan                   |                                                           |
| Don Wilson      | Tommy                 | Acreditado como Lorenzo Piani en escritos italianos       |
| Adrianne Joseph | Louise, novia de Rod  | Acreditada como Donatella Antonaros en escritos italianos |
| Jim Moss        | Mad                   | Acreditado como Giuseppe Grimaldi en escritos italianos   |
| Nick Nicholson  | Rod                   | Acreditado como Antonio Zambito en escritos italianos     |